# بلقیس روشن (سناتور)
بلقیس روشن (متولد ۱۳۵۲) نماینده ولایت فراه در دوره شانزدهم مجلس سنای افغانستان بود. سپس در انتخابات دوره هفدهم ولسی جرگه شورای ملی از ولایت فراه انتخاب گردید که تا آمدن طالبان در ۱۷ اسد ۱۴۰۰ صدای مردمش در پارلمان بود. وی پس از تسخیر افغانستان بدست نیروهای طالبان به آمریکا مهاجرت کرد.
خانم بلقیس روشن به‌عنوان منتقد جدی جنگسالاران و دولت حامد کرزی و اشرف غنی (که او آنها را «پوشالی» و «دست‌نشانده آمریکا» می‌نامید) در افغانستان به شهرت رسید. او به‌خصوص طی دو لویه جرگه با بلند کردن شعارهایی علیه امضای پیمان امنیتی با امریکا و رهایی زندانیان طالب اعتراض نمود که انعکاس وسیع جهانی یافت. در «جرگه مشورتی صلح» به تاریخ ۱۷ اسد ۱۳۹۹ در جریان سخنرانی اشرف غنی با بلند کردن پلاکارد «باج‌دهی به طالبان وحشی خیانت ملی است» اعتراض کرد و توسط منسوبین امنیتی جرگه در برابر چشمان غنی بر زمین کوبیده شد که این حرکت حکومت خشم مردم افغانستان را برانگیخت.